# Stevinsluizen

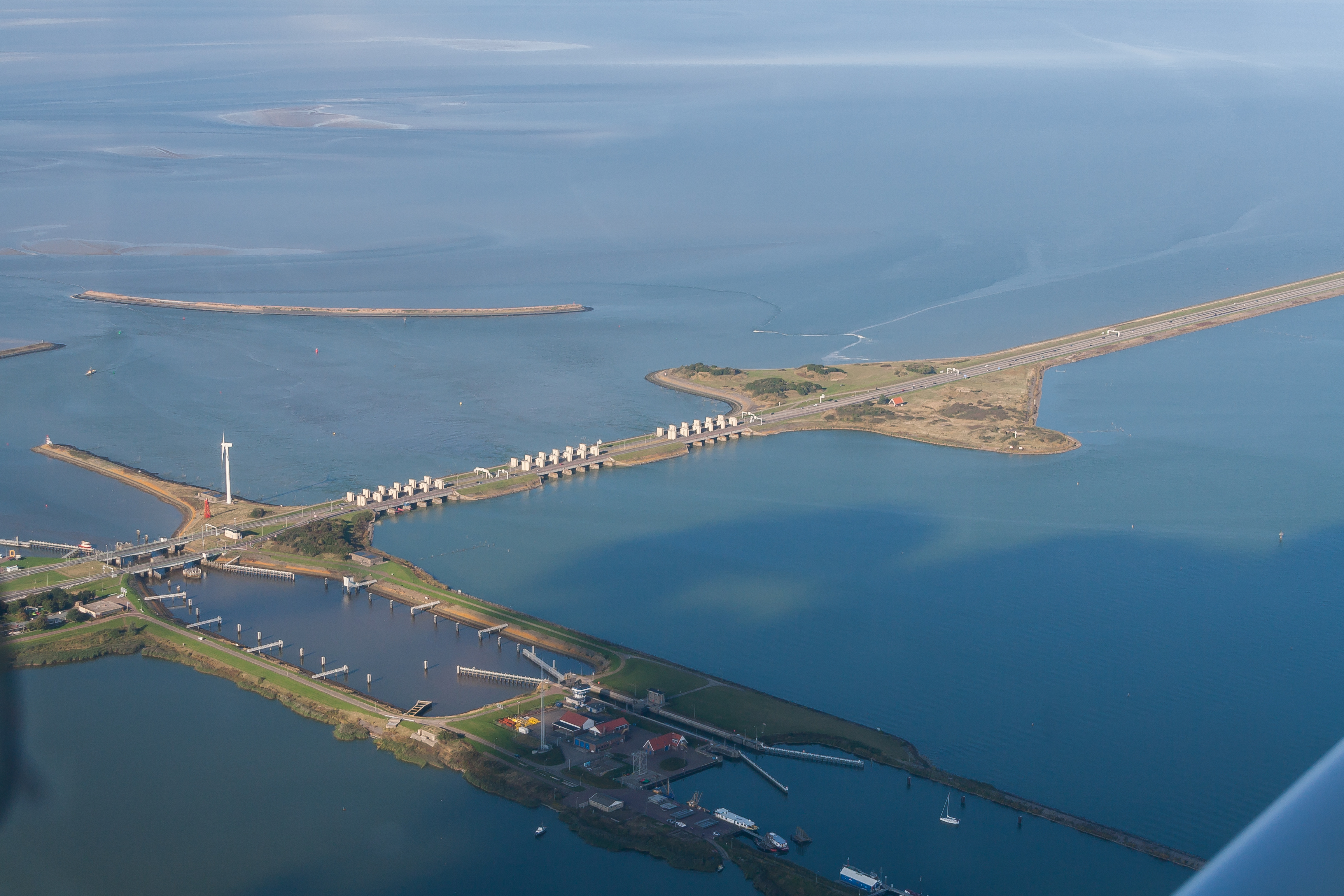
Luftbild von Süden

Die Stevinsluizen in der niederländischen Provinz Nordholland sind das größere der beiden Tidesperrwerke im Abschlussdeich des IJsselmeeres. Es besteht aus drei gleichartigen Sielanlagen und dem Durchlass für die Schifffahrt. Die zwischen 1923 und 1932 errichteten Schleusen wurden nach dem Mathematiker und Ingenieur Simon Stevin benannt.

## Sielanlagen

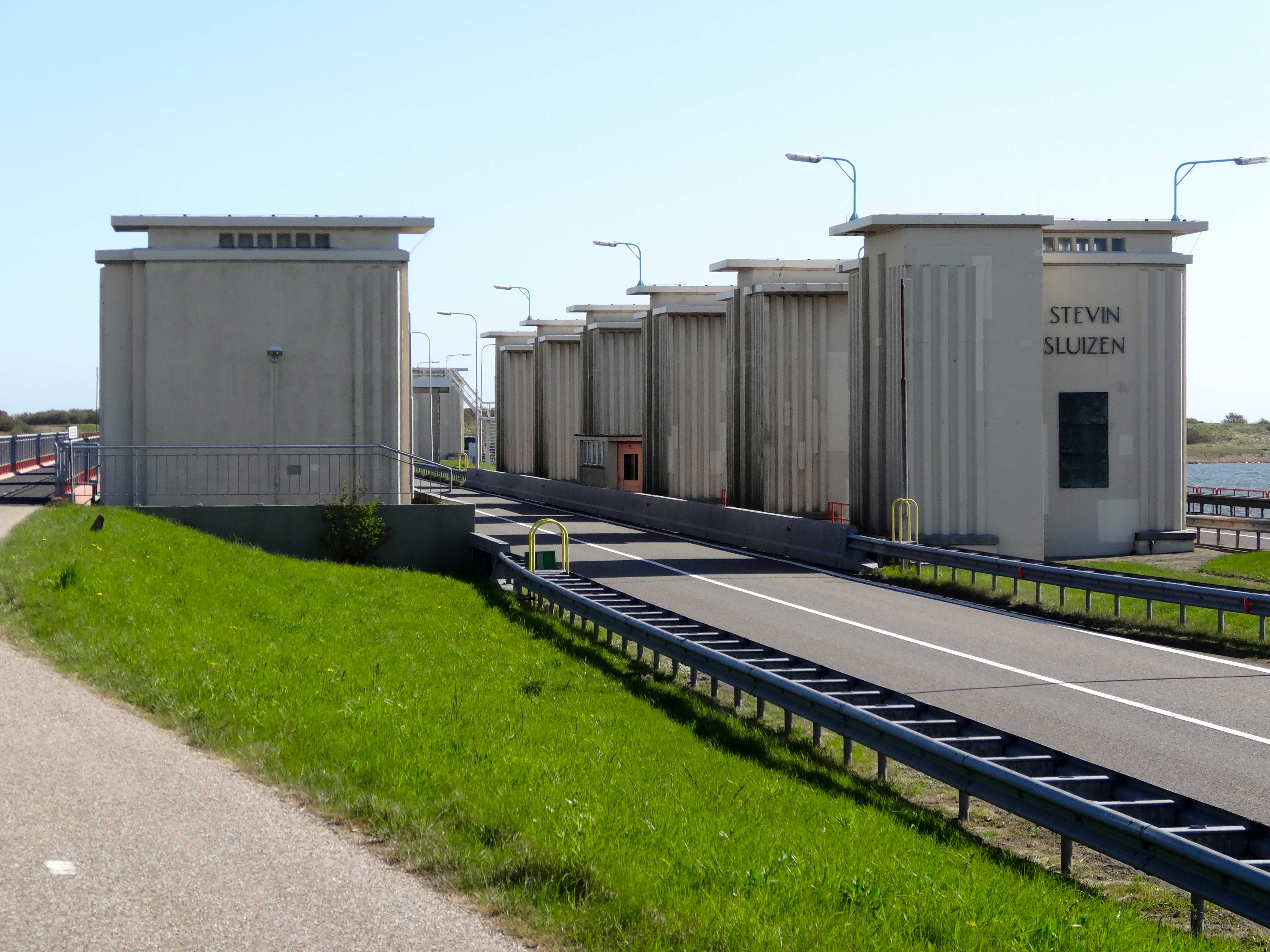
Eine Sielanlage der Stevinsluizen

Jede der drei Sielanlagen besteht aus jeweils fünf 12 m breiten Sielen (ndl.: spuisluis). Jedes Siel hat zwei Hubtore. Das südliche ist das eigentliche Sieltor, das regelmäßig bei Ebbe geöffnet und bei Flut geschlossen wird. Die nördlichen Hubtore werden nur bei Sturmflut geschlossen.

## Schiffsschleuse

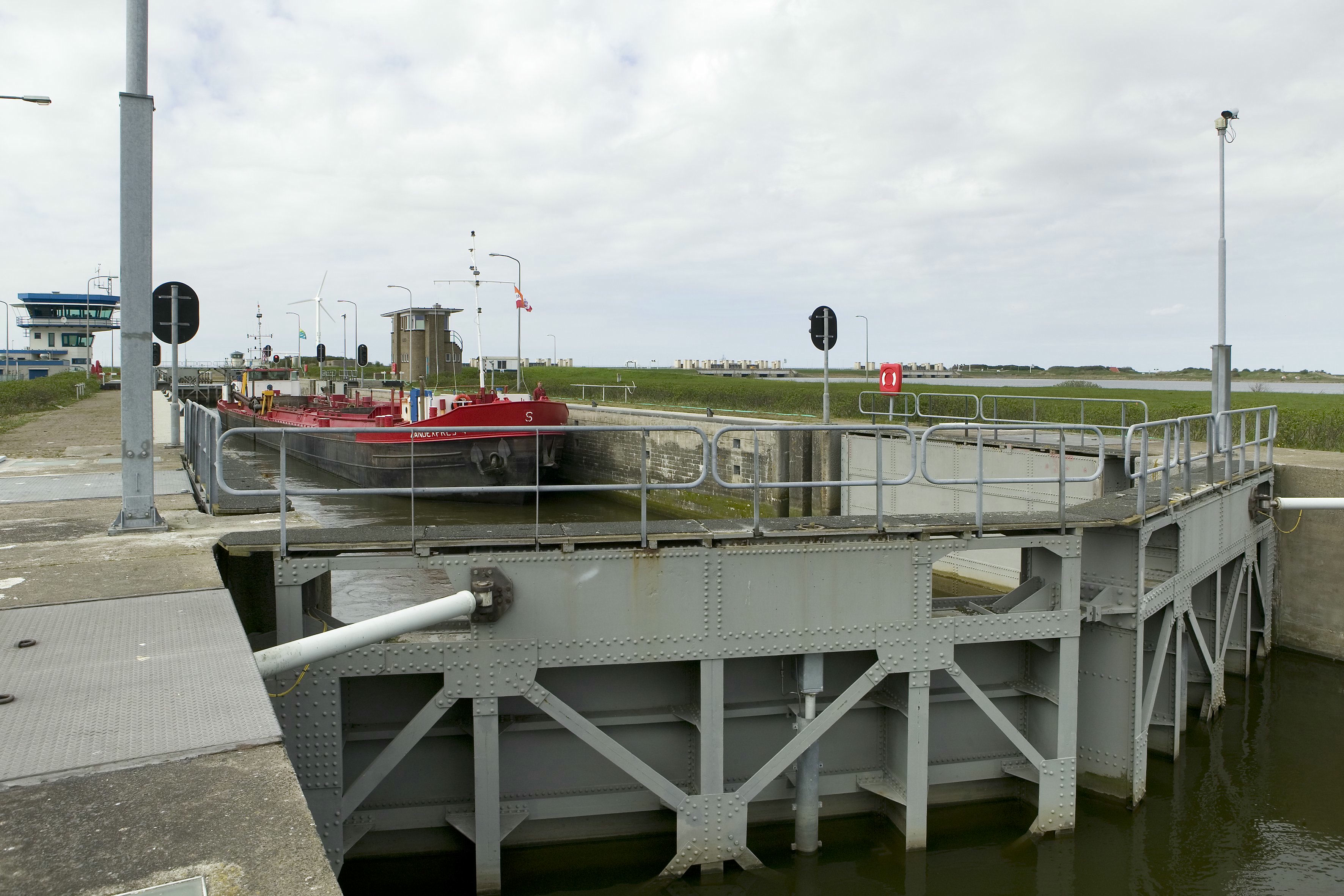
Schiffsschleuse, im Hintergrund der Deich mit den drei Sielanlagen

Der Durchlass für die Schifffahrt besteht aus
- dem tidefreien Binnenhafen auf der Ijsselmeerseite,
- der 120 m langen und 13 m breiten Kammerschleuse,
- dem tideabhängigen aber noch südlich des Deichs gelegenen Vorhafen
- der Durchfahrt durch den Deich mit zwei Drehbrücken
- dem nur durch seitliche Molen geschützten Buitenhaven (Außenhafen)

Die drei Hafenbecken im Verlauf des Durchlasses dienen nur als Wartebereiche.
Neben beiden Enden gibt es aber zusätzlich Hafenbecken mit Liegeplätzen, auf der IJsselmeerseite den Zuiderhaven, auf der Seeseite Noordhaven und Waddenhaven.